# Castor (Luisiana)
Castor es una villa situada en la parroquia de Bienville, Luisiana, Estados Unidos. Tiene una población estimada, a mediados de 2023, de 220 habitantes.

## Geografía
La localidad está ubicada en las coordenadas 32°15′18″N 93°9′58″O / 32.25500, -93.16611. Según la Oficina del Censo, tiene una superficie de 3.08 km², correspondientes en su totalidad a tierra firme.

## Demografía
Según el censo de 2020, en ese momento había 230 personas residiendo en la localidad. La densidad de población era de 74.68 hab./km². El 77.39% de los habitantes eran blancos, el 13.04% eran afroamericanos, el 1.74% eran amerindios, el 0.43% era isleño del Pacífico y el 7.39% eran de una mezcla de razas. Del total de la población, el 1.30% eran hispanos o latinos de cualquier raza.